# Астероїд типу V

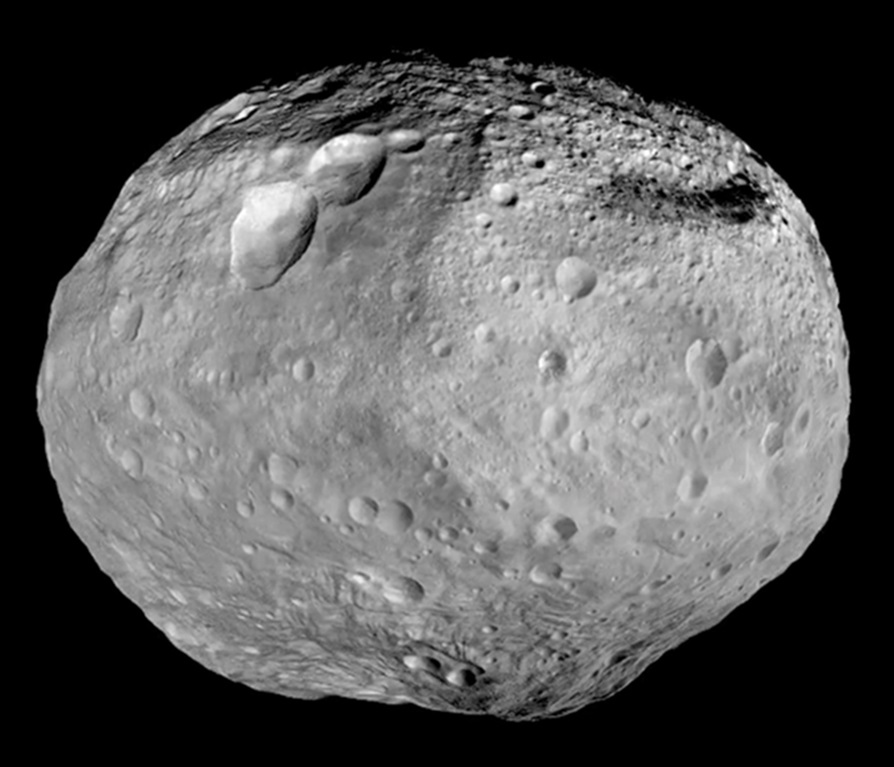
Астероїд 4 Веста, найтиповіший представник класу

Астероїди типу V — спектральний клас астероїдів, найбільшим і найтиповішим представником якого є астероїд 4 Веста, від назви якого (лат. Vesta) і походить назва типу.
Переважна більшість астероїдів цього типу перебуває на подібних орбітах, які мають схожі ексцентриситет і нахил, близькі до параметрів орбіти астероїда 4 Веста. Астероїди класу V знаходяться в області, обмеженій з одного боку орбітами з великою піввіссю 2,18 а. о., а, з другого боку, - резонансною орбітою 2,5 а. о. Це одна з орбіт люків Кірквуда, що є нестійкою для астероїдів, тому що тіла на цій орбіті перебуватимуть у резонансі 3:1 з Юпітером.
Це означає, що всі або майже всі астероїди цього класу, колись були фрагментами кори Вести і були вибиті з неї в результаті зіткнення Вести з іншим астероїдом. Величезний кратер у південній півкулі Вести, ймовірно, є наслідком цього зіткнення. Передбачається, що в результаті цього зіткнення з Вести було вибито до 1% її початкового об'єму.
Астероїди класу V помірно яскраві і досить близькі до загального типу S, які також в основному складаються з каменю, силікатів і заліза, але, на відміну від класу S, у них більший вміст піроксену.
У спектрах астероїдів цього класу є потужні лінії поглинання на довжині хвилі 0,75 мкм, а на довжині хвилі 0,7 мкм спостерігається почервоніння спектру[джерело?]. У видимому діапазоні ці астероїди мають схожість з ахондритами, які, ймовірно, були вибиті з зовнішніх шарів Вести.
Спектр астероїдів, які утворилися з внутрішніх частин Вести, на довжині хвилі 1 мкм має схожість зі спектром метеоритів, тому такі об'єкти виділено до окремого типу J.
Більшість астероїдів класу V належать до сім'ї Вести, але не всі. Серед них є астероїди, що перетинають орбіту Марса (9969 Брайль), і навіть орбіту Землі (3908 Нікс).
Існують також невеликі групи астероїдів поблизу від сім'ї Вести, які не мають до нього стосунку, а також астероїди, що належать до класу V, але перебувають досить далеко від сім'ї Вести.
| Назва           | Стандартна зоряна величина | Діаметр   | Велика піввісь |
| --------------- | -------------------------- | --------- | -------------- |
| 4 Веста         | 3,20                       | 468,3     | 2,36           |
| 809 Лундія      | 11,8                       | 7-10      | 2,28           |
| 956 Еліза       | 12,6                       | невідомий | 2,29           |
| 1459 Маґнія     | 9,9                        | 29,9±3,1  | 3,14           |
| 2113 Ердні      | 13,17                      | невідомий | 2,47           |
| 2442 Корбетт    | 12,8                       | невідомий | 2,66           |
| 2566 Киргизія   | 12,6                       | невідомий | 2,64           |
| 2579 Спартак    | 13,0                       | невідомий | 2,37           |
| 2640 Хяллстрьом | 13,0                       | невідомий | 2,39           |
| 4434 Нікулін    | 13,20                      | невідомий | 2,76           |